# Dumitru M. Ion
Dumitru M. Ion (n. 1 ianuarie 1948, Brătești, județul Argeș, România – d. 13 februarie 2022) a fost un scriitor și traducător român.

## Biografie
A fost fiul preotului Mihai Dumitru și al Corneliei din satul Brătești, comuna Albești, județul Argeș,născut la 26 septembrie 1948. A urmat școala elementară între anii 1954 și 1958 și apoi cea elementară între anii 1958 și 1961, după care a urmat Școala de Meserii (1961-1962) și Liceul „Vlaicu Vodă” (1962-1966) la Curtea de Argeș. A fost student al facultății de limba și literatura română din București doar pentru un an (1966-1967), pe care o părăsit pentru secția de teatrologie de la Institutul de artă teatrală „I.L. Caragiale” (1967-1971). Între anii 1982 și 1988 a avut o bursă de doctorat la Universitatea „Kiril și Metodiu” din Skopje, Macedonia. Debutul literar a avut loc în revista „Luceafărul”  în anul 1962, prezentat de I. D. Bălan, iar debutul editorial are loc în anul 1967 cu volumul Iadeș, fiind cela mai tânăr debutant editorial dintr-o promoție care-i include pe Cezar Ivănescu, Ileana Mălăncioiu, Gheorghe Pituț, Mircea Ciobanu ș.a.
În anul 1991 a înființat Editura Orient-Occident, iar în anul 1997 a înființat, împreună cu Carolina Ilica, Festivalul Internațional „Nopțile de poezie de la Curtea de Argeș”.
Din anul 2000 a fost membru al Academiei de Științe și Arte și al Uniunii Scriitorilor din Republica Macedonia.

## Opera
În Iadeș (1967) poetul e ispitit în aceeași măsură de ermetism și suprarealism, de cultul banalității și de mitologia autohtonă, localizată, uneori în teritoriul natal. Construcțiile baroce trădează gustul pentru proteizarea excursului poetic și pentru autonomizarea fiecărei imagini: din pasta lirică apar cu străluciri bruște detalii metaforice, asociații de mare forță expresivă, certificând deja o personalitate, care nu-și contrazice cu nimic predilecțiile prin Vânătorile (1969), unde identitatea de intitulare a poemelor nu înseamnă și o structurare de ansamblu vizionar. Poetul a fost unul dintre cei mai reprezentativi "balcanici" într-o sinteză a tradițiilor, de la Anton Pann la Ion Barbu: Înscenarea protocolară a vieții, fastul și fantezia, tragi-comicul, amestecul de sensuri, valori și limbaje sunt luate în serios.
Dumitru M. Ion este un traducător de excepție. A descoperit în anii 70 opera poetului georgian Besiki ( Besarion Gabasvili),decedat la Iași. Pentru a o traduce in romana a făcut deplasări la Tbilisi ( Georgia) in anul 1976. In anul 1979 a vizitat Moscova la invitația Uniunii scriitorilor din URSS in persoana referentului Uniunii scriitorilor Lilia Dolguseva. Ca rezultat a colaborării cu scriitorii georgieni, dar în speță cu Moris Pothisvili,  a apărut o traducere de excepție în română a operei poetice a lui Besiki.

### Poezie
- Iadeș, 1967
- Vânătorile, 1969
- Balcanice. 100 balade, 1970
- Poeți de douăzeci de ani. Covor românesc, 1972
- Fals tratat de vînătoare, 1973
- Orgolii, 1974
- Culoare și aromă, Melancolii, 1974
- Imnuri, 1974
- Ioan Metafora, 1986
- Evghelia după Ioan Metafora, 1997
- Faraonul, 2002

### Romane
- Paștele cailor, 1970
- Povestea minunatelor călătorii, 1972
- Scribul și închipuirea, 1984

### Nuvele
- Babilonul, 1981
- Diavolul la Sfântul Ștefan, 1998

### Povestiri
- Templul otrăvii, 1970

### Literatură pentru copii
- Farfurii sburătoare, 1969
- Sir și Elixir, 1973
- Meteoritul care a uitat sa cada, 1977

### Impresii de călătorie
- Vânătoare de tigri în Sakartvelo, 1976

### Traduceri
- Antologia poeziei gruzine. Sec. XII- XX., București,  Editura Minerva, 1974
- Ostile tristetii (din Besiki) ed. Junimea, Iași, 1977

## Premii
- Premuiul revistei „Luceafărul” în anul 1964
- Premiul „Albatros” al Consiliului Național al Pionierilor în anul 1970
- Premiul Uniunii Scriitorilor în anii 1972 și 1983
- Premiul C.C. al U.T.C. în anul 1975
- Premiul „Pana de aur” la Întâlnirea internațională a traducătorilor din Iugoslavia în anii 1977, 1986 și 1994
- Marele Premiu al Uniunii Scriitorilor și al Uniunii Traducătorilor din Republica Macedonia în anii 1982, 1989, 1991
- Premiul Scriitorilor și Artiștilor greci în anul 1998
- Premiul revistei „Convorbiri literare” în anul 2002